# Пересадка ядер соматичних клітин

Пересадка ядер соматичних клітин

Переса́дка ядер сомати́чних кліти́н (англ. Somatic cell nuclear transfer, SCNT) — методика перепрограмовування клітин в лабораторних умовах з метою перетворення дорослих диференційованих клітин на плюрипотентні клітини (такі як зигота чи ембріональні стовбурові клітини), що здатні утворювати всі зародкові листки.
Під час пересадки ядро дорослої диференційованої клітини пересаджується в ооцит, з якого було видалено власне ядро.

## Історія
У 1952 році двоє вчених Роберт Брігз та Джозеф Кінг змогли вивести пуголовків за допомогою процедури вставки ядра клітини на стадії бластоцисти у яйцеклітину жаби, з якої було вилучено власне ядро.